# 迂闊
迂闊（うかつ、5月19日 - ）は、日本の漫画家。石川県出身。

## 来歴
『まんがくらぶ』（竹書房）2013年8月号にて、『のみじょし』の読み切りが掲載。デビューとなる。
その後、2014年1月号に再度読み切りが掲載され、2014年7月号より同作の連載を開始。なお、『まんがライフオリジナル』でも2016年1月号より隔月連載されている。
2016年より『楽園 Le Paradis』（白泉社）にて『日々是平坦』を連載している。

## 作品リスト

### 漫画作品

#### 連載
- のみじょし（『まんがくらぶ』2013年8月号[3]、2014年1月号、7月号[5] - 9月号、12月号[6] - 2020年5月号〈最終号[7]〉、『まんがライフオリジナル』2016年1月号[4] - 連載中、『まんがライフ』2016年1月号、2020年7月号[7] - 2022年9月号〈休刊号[8]〉）
- 純粋男女交際（『楽園 Le Paradis』web増刊2015年8月[9] - 、『楽園 Le Paradis』19号[9]） - 単行本『日々是平坦』に収録。
- 日々是平坦（『楽園 Le Paradis』20号[9] - 、『楽園 Le Paradis』web増刊2016年8月[9] - ）

### 書籍
- 『のみじょし』、竹書房〈バンブーコミックス〉2015年 - 、既刊13巻（2024年11月15日現在）
- 『日々是平坦』、白泉社、2017年 - 2025年、全6巻
  1. 2017年4月28日発売[10][11]、ISBN 978-4-592-71117-9
  2. 2018年11月30日発売[12][13]、ISBN 978-4-592-71143-8
  3. 2019年11月29日発売[14][15]、ISBN 978-4-592-71159-9
  4. 2022年1月31日発売[16][17]、ISBN 978-4-592-71198-8
  5. 2023年7月21日発売[18][19]、ISBN 978-4-592-71225-1
  6. 2025年7月31日発売[20][21]、ISBN 978-4-592-71261-9

### その他
- メイドインアビス（テレビアニメ、2017年）第4話のエンドカード